# Утадзу

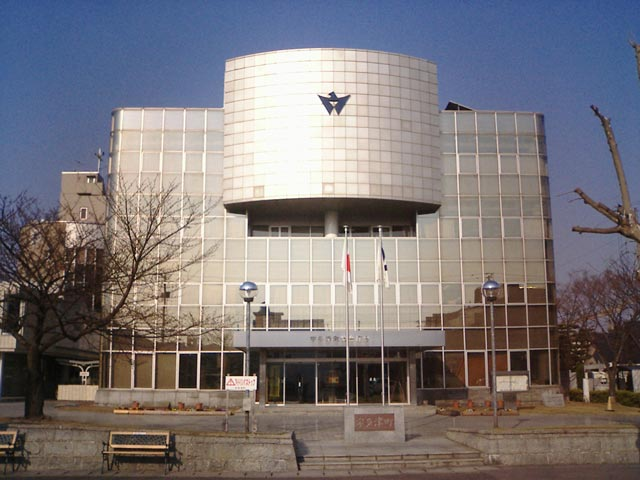
Мэрия посёлка Утадзу

Утадзу (яп. 宇多津町 Утадзу-тё:) — посёлок в Японии, находящийся в уезде Аяута префектуры Кагава. Площадь посёлка составляет 8,07 км², население — 18 718 человек (1 августа 2014), плотность населения — 2319,45 чел./км².

## Географическое положение
Посёлок расположен на острове Сикоку в префектуре Кагава региона Сикоку. С ним граничат города Сакаиде, Маругаме.

## Население
Население посёлка составляет 18 718 человек (1 августа 2014), а плотность — 2319,45 чел./км². Изменение численности населения с 1980 по 2005 годы:
| 1980 | 11 341 чел. |  |
| 1985 | 11 864 чел. |  |
| 1990 | 12 807 чел. |  |
| 1995 | 14 928 чел. |  |
| 2000 | 15 978 чел. |  |
| 2005 | 17 460 чел. |  |

## Символика
Деревом посёлка считается сакура, цветком — Rhododendron indicum.